# Володимирка
Володими́рка — село в Україні, у Джуринській сільській громаді Жмеринського району Вінницької області. Населення становить 154 особи.
Поруч з селом знаходиться ботанічна пам'ятка природи місцевого значення Гікорі білий (9 екз.).

## Населення

### Мова
Розподіл населення за рідною мовою за даними :
| Мова       | Кількість | Відсоток |
| ---------- | --------- | -------- |
| українська | 144       | 93.51%   |
| російська  | 4         | 2.60%    |
| вірменська | 4         | 2.60%    |
| румунська  | 2         | 1.29%    |
| Усього     | 154       | 100%     |